# Temperatura de inversão
A temperatura de inversão em termodinâmica e criogenia é a temperatura crítica abaixo da qual um gás não ideal (todos os gases na realidade) que está se expandindo a entalpia constante experimentará uma diminuição de temperatura e acima da qual experimentará um aumento de temperatura. Essa mudança de temperatura é conhecida como efeito Joule-Thomson e é explorada na liquefação de gases. A temperatura de inversão depende da natureza do gás. 
Para um gás van der Waals podemos calcular a entalpia {\displaystyle H} usando a mecânica estatística como
{\displaystyle H={\frac {5}{2}}Nk_{\mathrm {B} }T+{\frac {N^{2}}{V}}(bk_{\mathrm {B} }T-2a)}
onde {\displaystyle N} é o número de moléculas, {\displaystyle V} é o volume, {\displaystyle T} é a temperatura (na escala Kelvin), {\displaystyle k_{\mathrm {B} }} é a constante de Boltzmann e {\displaystyle a} e {\displaystyle b} são constantes dependendo das forças intermoleculares e do volume molecular, respectivamente.
A partir desta equação, notamos que se mantivermos a entalpia constante e aumentarmos o volume, a temperatura deve mudar dependendo do sinal de {\displaystyle bk_{\mathrm {B} }T-2a}. Portanto, nossa temperatura de inversão é dada onde o sinal muda para zero, ou
{\displaystyle T_{\text{inv}}={\frac {2a}{bk_{\mathrm {B} }}}={\frac {27}{4}}T_{\mathrm {c} }},
onde {\displaystyle T_{\mathrm {c} }} é a temperatura crítica da substância. Então para {\displaystyle T>T_{\text{inv}}}, uma expansão a entalpia constante aumenta a temperatura, pois o trabalho realizado pelas interações repulsivas do gás é dominante e, portanto, a variação da energia cinética é positiva. Mas pelo {\displaystyle T<T_{\text{inv}}}, a expansão faz com que a temperatura diminua porque o trabalho das forças intermoleculares atrativas domina, dando uma mudança negativa na velocidade molecular média e, portanto, na energia cinética.